# ミッドナイトin六本木
『ミッドナイトin六本木』（ミッドナイト・インろっぽんぎ）は、テレビ朝日系列で1984年10月6日から1985年9月28日まで毎週土曜深夜（日曜午前 0:10 - 2:10）に生放送されていた、深夜のお色気番組である。

## 概要
1983年放送開始の『オールナイトフジ』（フジテレビ）に対抗すべく、1984年の10月改編で日本テレビが『TV海賊チャンネル』、TBSが『ハロー!ミッドナイト』、テレビ東京が『夜はエキサイティング』といった同様の長時間番組をスタートさせた。『ハロー!ミッドナイト』を除き各番組では、アダルトコーナーが名物となっており、本番組でも名物コーナーは「今週のピンク・ニュース」というアダルトビデオやドクター荒井の性感マッサージなどを取り上げたものだった。

## 苦情
番組放送中だった1985年当時、内閣総理大臣を務めていた中曽根康弘首相が当番組を含む深夜のお色気番組を国会で取り上げたことにより、翌年の改編期で打ち切りが決定した。

## エピソード
- 「青春の巨匠」・森田健作が若者たちに説教する「ミッドナイト・マジ」は、過去の人だった森田を再び「時の人」にしていった。
- この番組でデビューした大川興業の「しあわせ応援団」のコーナーでは、報われなくても頑張っている人たちを応援しようというコンセプトで、当時新橋で毎日街頭演説をしていた大日本愛国党総裁・赤尾敏の前で「赤尾敏の踊り」を披露した。
- 「ミッドナイトライブ」ではレベッカ、バブルガム・ブラザーズなどが実質的なテレビデビューを果たした。また若き日の米米クラブ、デーモン小暮、ジャドーズなども出演していた。
- 松野頼久元衆議院議員はこの番組の学生アルバイトのアシスタントディレクターだった。
- 番組テーマ曲はバリー・マニロウの「Some Girls」で、CMへ行く際のサウンドステッカーにも使用された。

## 出演者

### MC（総合司会者）
- 亀和田武（コラムニスト、SF作家）
- mie（元：ピンク・レディー、開始から1985年3月まで）
- 山田邦子（1985年4月から終了まで）
- 森田健作
- 真梨邑ケイ（開始から1985年3月まで）
- 亜蘭知子（1985年4月から終了まで）

### 音楽コーナーMC
- 中川勝彦（ロック・シンガー）

### 情報コーナーMC
- 城戸真亜子
- デーブ・スペクター

### 六本木探検隊MC
- 柳家小きん (10代目)→桂三木助 (4代目)
- 後藤いずみ

### 変遷
| 担当             | 出演者（1984年度）                     |
| ---------------- | -------------------------------------- |
| MC（総合司会者） | 亀和田武 / mie / 森田健作 / 真梨邑ケイ |
| 音楽コーナー     | 中川勝彦                               |
| 情報コーナー     | 城戸真亜子 / デーブ・スペクター        |
| 六本木探検隊     | 柳家小きん / 後藤いずみ                |

| 担当             | 出演者（1985年度）                        |
| ---------------- | ----------------------------------------- |
| MC（総合司会者） | 亀和田武 / 森田健作 / 山田邦子 / 亜蘭知子 |
| 音楽コーナー     | 中川勝彦                                  |
| 情報コーナー     | 城戸真亜子 / デーブ・スペクター           |
| 六本木探検隊     | 柳家小きん(桂三木助) / 後藤いずみ         |

## ネット局
同時ネット局
- テレビ朝日[3]
- 福島放送 - 1985年春（3月）改編からネット開始。
- 静岡けんみんテレビ（現：静岡朝日テレビ）

時差ネット局
- テレビ和歌山 - 番組販売にて、数日の遅れネット。